# Aurélio Granada Escudeiro
Aurélio Granada Escudeiro (ur. 19 maja 1920 w Alcains, zm. 25 sierpnia 2012 w Ponta Delgada) – portugalski duchowny rzymskokatolicki, biskup Angry.

## Biografia
17 stycznia 1943 otrzymał święcenia prezbiteriatu.
18 marca 1974 papież Paweł VI mianował go koadiutorem biskupa Angry i biskupem tytularnym drusiliańskim. 26 maja 1974 przyjął sakrę biskupią z rąk patriarchy Lizbony kard. António Ribeiro. Współkonsekratorami byli biskup Portalegre-Castelo Branco Agostinho Joaquim Lopes de Moura CSSp oraz biskup Angry Manuel Alfonso de Carvalho.
30 czerwca 1979, po śmierci poprzednika, został biskupem Angry. 9 kwietnia 1996, w związku z osiągnięciem wieku emerytalnego, zrezygnował z katedry. Zmarł 25 sierpnia 2012.